# سی ویچ (۱۸۴۸ کرجی)
سی ویچ (۱۸۴۸ کرجی) (به انگلیسی: Sea Witch (1848 barque)) یک کشتی بود که طول آن ۱۲۱٫۵ فوت (۳۷٫۰ متر) بود. این کشتی در سال ۱۸۴۸ ساخته شد.